# Pozo de los Lirios
El Pozo de los Lirios (señalizado como Cascada del Pinero, por estar situado cerca de la zona así denominada) es una cascada situada en Masueco de la Ribera, provincia de Salamanca, Castilla y León, España.